# Camilo Parodi
Camilo Ernesto Parodi (Corrientes, 15 de marzo de 1969) es un cantautor de trova latinoamericana, docente, actor y dramaturgo argentino. Ha compartido escenario con grandes exponentes de la música sudamericana como Ramona Galarza, el Chango Farías Gómez, Liliana Herrero, César Isella, Raúl Carnota, entre otros/as. Como actor trabajó junto a Juan Carlos Gené y Verónica Oddó en la obra teatral Bodas de sangre, espectáculo multi-nominado a los Premios Ace, Trinidad Guevara y Teatro del Mundo.

## Biografía
Camilo Parodi nació en la ciudad de Corrientes, en el seno de una familia de artistas. Es hijo de la reconocida cantautora Teresa Parodi y del poeta correntino Guillermo Parodi.
Comenzó su carrera como músico profesional a los dieciocho años y trabajó como guitarrista, bajista y arreglador, acompañando a grandes artistas como Las hermanas Vera, Ramona Galarza, Teresa Parodi, entre otras/os. A la par comenzó a desarrollar su faceta solista, proyecto que recibió el apoyo del Fondo Nacional de las Artes para lanzar su disco debut como cantautor, A beber del viejo amor (1997), producido por la editorial Latinum. En ese primer trabajo se aprecian las influencias de artistas como Silvio Rodríguez, Violeta Parra y Alfredo Zitarrosa. El mismo fue presentado durante abril de 1998, con un grupo conformado por el Juan Carlos "Mono" Fontana en telcados, César Franov en el bajo, el "Colo" Belmonte en batería y Camilo Parodi en voz y guitarra.
En el año 2000 empezó a formarse como actor profesional en los talleres de entrenamiento para actores de Juan Carlos Gené, quién terminaría siendo, además de su maestro, su director y con quién también compartiera escenario como actor. Bajo su dirección formó parte de los elencos de Hamlet y Bodas de sangre. También trabajó en Golpes a mi puerta, dirigida por Eduardo Graham, en Ignacio y Maria, junto a Violeta Zorrilla, dirigida por Corina Fiorillo y en Exiliados, dirigida por Claudio Ferrari.
Durante esos años creó y dirigió diferentes grupos de teatro: Grupo de Teatro Comunitario de la Casa de la Provincia de Corrientes en Buenos Aires y Grupo de Teatro Comunitario Los corraleros de San Telmo; se desempeñó como director y dramaturgo; y realizó trabajos dentro de la órbita de arte y transformación social: capacitación social a través del teatro (Proyecto Teatro Forum y Proyecto Títeres y Transformación Social).
Dentro de la pantalla chica actuó en las series Los únicos (Pol-ka) y Presentes (Canal Encuentro). 
En 2011 protagonizó el largometraje Reus, coproducido entre Uruguay y Brasil y dirigido por Pablo Fernández, Alejandro Pi y Eduardo Piñero, trabajo por el cual fue nominado a mejor actor por los Premios Iris.
A principios del 2020 regresó a los escenarios musicales para acompañar a Ana Prada y a Teresa Parodi en su show Juntas, el cual se re estrenaría en el año 2021.
En 2021 publicó en formato digital su segundo disco solista, De la contracanción y una re-masterización de A beber del viejo amor.

## Obra

### Álbumes solista
1. A beber del viejo amor (1997)
2. De la contracanción (2021)

### Álbumes en los que participó
1. Enamorados de la libertad (1988) - Rosendo y Ofelia
2. Bailar de esa manera (1991) - Hermanas Vera
3. Correntinas (1993) - Ramona Galarza, Teresa parodi
4. Con el alma en vilo (1994) - Teresa Parodi
5. Interior (1999) - Yayo Cáceres
6. El canto que no cesa (2000) - Teresa Parodi

### Música para cine
1. Toca para mi [dirigida por Rodrigo Furth] (2001)

### Dramaturgia
1. La flor del Lirolay (2002)
2. Las historias del padre Alfonso [Radioteatro] (2002)
3. La otra estación (2003)
4. La Ceiba y el centro del universo (2003)
5. Del amor y otros martirios (2003)
6. Músicos ambulantes (2004)
7. Mi querido Moreno de mi corazón (2004)
8. Las tres Martas (2004)
9. El boliche de Ña Ulogia (2005)

## Premios y reconocimientos
1. Mención especial como autor en el Festival del Chamamé de Corrientes (1986)
2. Mención especial como autor en el Festival del Chamamé de Corrientes (1987)
3. Beca del Fondo Nacional de las Artes (1999)
4. Mejor música original,  por la obra La boda, en el Festival de Teatro de Buenos Aires (2000)
5. Nominación a mejor actor, por la película Reus, en los Premios Iris (2011)